# Шофман Леонід Ісакович
Леонід Ісаакович Шофман (нар. 5 липня 1937, Городок) — білоруський вчений у галузі агрономії, доктор сільськогосподарських наук (1996).

## Біографія
Закінчив Вітебський ветеринарний інститут (1961). Працював в Дубровенському районі, після закінчення аспірантури при Казанському ветеринарному інституті старший науковий співробітник Татарської республіканської сільськогосподарської дослідної станції. 3 1969 р. на Мінській обласній сільськогосподарській дослідній станції, з 1997 р. заступник директора. Автор понад 150 наукових публікацій з виробництва кормів з посівів різних видів, розробці якісних параметрів оцінки врожаю, створенні складних агрофітоценозів одно- і багаторічних кормових культур.